# Charles Mingus
Charles Mingus Jr. (22. dubna 1922, Nogales, Arizona – 5. ledna 1979, Cuernavaca, Mexico) byl americký jazzový kontrabasista, skladatel a příležitostný pianista. Je známý i svým bojem proti rasismu.
Charles Mingus je pokládán za jednoho z největších jazzových hudebníků a skladatelů 20. století. Během svého života nahrál několik vysoce ceněných alb. Jeho skladby nejsou moc často prováděny jinými jazzovými hudebníky, a to i přes svou melodičnost a osobitost. Jeho ansámbly prošla spousta jazzových muzikantů, někteří z nich se později proslavili se svými vlastními soubory. Mingus dokázal často překvapit nejen tím, že si do svých ansámblů vybíral méně známé hudebníky, ale i nekonvenční nástrojovou pestrostí svých ansámblů.
Mingus byl také náchylný k depresím. Střídala se u něj krátká extrémně tvořivá období a dlouhá období, kdy nesložil téměř nic. Jeho výbušný temperament ho „proslavil“ téměř stejně jako jeho hudba. Vysloužil si jím přezdívku „Angry Man of Jazz“ (Zlý muž jazzu).
Jeho hudba je živelný a oduševnělý hard bop, ovlivněný gospely a free jazzem. I když sám Mingus nenáviděl jakékoli škatulkování, tvoří jeho vlastní hudba jedinečnou jazzovou kategorii, která spojila tradiční jazz s do té doby neprozkoumanými jazzovými zákoutími. Mingus kladl důraz hlavně na kolektivní improvizaci; vždy dával pozor na to, jak se nechává každý hudebník ovlivnit skupinou jako celkem. Když sestavoval jednotlivé ansámbly, vybíral si hudebníky nejen podle jejich schopností, ale velmi důležitá pro něj byla také jejich osobnost. Snažil se vytvořit jedinečnou hudbu, kterou měli hrát jedineční lidé.
Díky svému výjimečnému způsobu kompozice pro středně velké soubory a pro schopnost vyzdvihnout talent jednotlivých členů ve svých seskupeních bývá často označován za následovníka hudebního odkazu Duke Ellingtona, jehož si Charles vážil a choval k němu obdiv.

## Diskografie
Výběr z nejvýznamnějších alb:
- Pithecanthropus Erectus (1956, Atlantic)
- The Clown (1957, Atlantic)
- Blues & Roots (1959, Atlantic)
- Mingus Ah Um (1959, Columbia)
- Mingus Dynasty (1959, Columbia)
- Pre-Bird (také pod názvem Mingus Revisited) (1960, Mercury)
- Mingus at Antibes (1960, Atlantic)
- Charles Mingus Presents Charles Mingus (1960, Candid)
- Oh Yeah (1961, Atlantic)
- Tijuana Moods (1962, RCA)
- The Black Saint and the Sinner Lady (1963, Impulse!)
- Mingus Plays Piano (1963, Impulse!)
- Mingus Mingus Mingus Mingus Mingus (někdy nazýváno Five Mingus) (1963, Impulse!)
- Let My Children Hear Music (1972, Columbia)
- Changes One (1974, Atlantic)
- Changes Two (1974, Atlantic)
- Cumbia & Jazz Fusion (1977, Atlantic)
- Epitaph (vydáno posmrtně, Mingus na této nahrávce neúčinkuje) (1990, Columbia)